# Wächter der Zedern

Emblem der Wächter der Zedern

Die Wächter der Zedern (arabisch حراس الأرز, DMG Ḥurrās al-Arz), auch als Gardiens du Cedre oder Gardiens des Cèdres (GdC) bezeichnet, ist eine maronitisch-christlich nationale Partei und ehemalige Miliz im Libanon. Sie wurde in den frühen 1970er Jahren von Étienne Saqr (auch unter seinem nom de guerre „Abu Arz“ – „Vater der Zedern“ bekannt) gegründet. Während des libanesischen Bürgerkriegs (1975–1990) bildete sie eine bewaffnete Miliz und kämpfte unter anderem gegen die PLO, die Amal-Miliz, die Hisbollah und die syrische Armee. 1982 war sie während Israels Invasion des Libanon phasenweise mit Israel verbündet.
Ihr Slogan lautete Libanon, Dir zu Diensten.

## Gründung
Vermutlich wurden sie im Jahre 1974 gegründet. Der Öffentlichkeit stellten sie sich ein Jahr später vor. Im September 1975 gaben sie das Communiqué No. 1 heraus, das sich gegen die Teilung des Libanon richtete. Das zweite Communiqué attackierte die PLO scharf. Das dritte Communiqué richtete sich gegen den Arabismus, bzw. Panarabismus. Die WdZ verbreiteten ihre Slogans auch per Graffiti in Ost-Beirut. Diese waren antiarabisch, anti-syrisch und besonders anti-palästinensisch. Einer der Slogans lautete على كل لبناني أن يقتل فلسطينياً / ʿalā kull lubnānī an yaqtula filasṭīnīyan / ‚Es ist eine Pflicht eines jeden Libanesen, einen Palästinenser zu töten‘.
1976 schloss man sich mit anderen christlichen militanten Gruppen zusammen.

### 1970er
Im März 1976 bekämpften sie palästinensische und andere pro-arabische Gruppen in West-Beirut. Die WdZ kämpften dabei in Zaarour, über der Bergstraße nach Zahlé, um Falangisten zu unterstützen. Im April kämpften sie in der Gegend um Hadeth, Kfar Shima und Bsaba, gegen eine Koalition von Palästinensern, der drusischen PSP und der SSNP.
Im Sommer 1976 beteiligten sich die Wdz an einem Massaker in dem palästinensischen Flüchtlingslager Tel al-Zaatar (Südbeirut). In der nordlibanesischen Hafenstadt Chekka kämpften Militante der WdZ christliche Zivilisten frei, die von Palästinensern eingeschlossen waren.
Die WdZ drangen auch in den Koura Distrikt ein und erreichten dort Tripoli. Dort kämpften sie gemeinsam mit anderen Christen gegen die syrische Armee.
Während des Krieges erwarben die WdZ einen Ruf der besonderen Grausamkeit. So sollen Palästinenser lebendig an Autos gebunden und zu Tode geschleift worden seien. Die Leichen seien dann in ausgetrocknete Flussbetten geworfen worden. Saqr soll seine Kämpfer dazu aufgefordert haben, gegenüber den Palästinensern keine Gnade zu kennen. Diese Behauptungen können allerdings aktuell nicht verifiziert werden.

### 1980er
1985 kämpften die WdZ in Kfar-Fallus und Jezzine gegen Palästinenser und schiitische Libanesen. Im weiteren Verlauf des Krieges waren die WdZ hauptsächlich im Süden aktiv und wurden Teil der südlibanesischen Armee.

## Militärische Struktur und Organisation
Gegründet 1974, traten sie erst 1975 an die Öffentlichkeit. Ihr Hauptquartier lag in Aschrafiyya und Saqr war der Oberbefehlshaber. Die Gruppe war 500 bis 1000 Männer und Frauen stark. Sie wurde ausgebildet von Kayrouz Baraket, einem jungen Offizier der libanesischen Armee. Waffen besorgte sie sich auf dem Schwarzmarkt. Im Januar 1976 brach die libanesische Armee auseinander und Saqr rekrutierte Deserteure und beschaffte sich schwere Waffen. Die WdZ wuchsen auf 3000 bis 6000 Milizionäre an. Die WdZ beschafften sich Fahrzeuge, Panzerfahrzeuge, einen Panzer, Pick-up-Trucks mit montierten Maschinengewehren und Flakgeschütze.
Im Gegensatz zu den anderen christlichen Milizen lehnten die WdZ Drogenhandel, Schutzgelderpressung oder Plünderungen ab. Sie hatten Stellungen in Ost-Beirut, den angrenzenden Gebieten Metn (Laqluk, nahe der Akoura), dem Distrikt Batroun (Tannourine), dem östlichen Distrikt Keserwan (Ayoun es-Simane) und der Dschabal-ʿAmil-Region (Kfar-Fallus, Jezzine, Marjayoun, Qlayaa, Ain Ebel und Rumeish). Im Mai 1979 kam es zu Zusammenstößen mit den NLP Tiger-Milizen in Beirut um die Kontrolle der Fern el-Shebak- und Ain el-Rammaneh-Distrikte und der Stadt Akoura in Metn.

## Politische Grundsätze
Die Wächter der Zedern vertraten einige neophönizianistische Grundüberzeugungen:
- Der Libanon ist eine alte Nation mit einer eigenen unabhängigen Identität.
- Die Libanesen stammen von den Phöniziern ab.
- Phönizien ist die Wiege der frühen westlichen Zivilisation.[9]

Die Wächter der Zedern waren der Auffassung, dass Libanesen keine Araber seien. Sie wollten eine Entarabisierung des Libanon, wobei sie zwischen dem Sprechen der arabischen Sprache und dem Arabertum (als Nationalzugehörigkeit) unterschieden. Hierbei folgten sie den Ideen des Philosophen Said Akl. Die Wächter der Zedern lehnten den Panarabismus kategorisch ab. Aus diesem Grund konnte sich die Idee nicht außerhalb des maronitischen Spektrums weiterverbreiten.
Saqr hatte bereits während der Libanonkrise 1958 gegen panarabische Kräfte gekämpft. Während dieser Zeit trat Camille Chamoun dem Bagdadpakt unter Führung der USA bei. Die Libanesen standen diesem Pakt jedoch in Opposition gegenüber, was letzten Endes zum Sturz Chamouns führte.
Während des Bürgerkriegs unterstützte Israel die WdZ. Während einige christliche Libanesen dies als Zweckbündnis ansahen, war Saqr von einer strategischen Allianz beider Länder überzeugt. Saqr, der heute in Tel Aviv lebt, gab später zu, dass Israel die Organisation bereits vor dem Bürgerkrieg unterstützt habe.

## Front der Wächter der Zedern
Die Front der Wächter der Zedern (arabisch الجبهة لحراس الأرز, DMG al-Ǧabhat li-Ḥurrās al-Arz) war eine mysteriöse Splittergruppe der Wächter der Zedern, die in den 1970er Jahren ihre Graffiti in West-Beirut hinterließ und die vermutlich 1977 in der christlichen Front aufgegangen ist.

## Libanesische Partei der Erneuerung
Die Libanesische Partei der Erneuerung (حزب التجدد اللبناني, DMG Ḥizb at-Taǧaddud al-Lubnānī) oder Parti de la Renovation Libanaise (PRL) ist eine verbotenen Partei im Libanon. 1972 wurde sie als Miliz der WdZ gegründet. Während sie als rechtsextremistisch angesehen wird, sieht sie sich selbst als patriotisch. Ihr Gründer war ebenfalls Étienne Saqr (bzw. Abu Arz).

### Geschichte
Sie wurde von christlich-nationalen Aktivisten gegründet und sah sich als Opposition zu der Präsenz der palästinensischen Flüchtlinge im Libanon. Unter den Flüchtlingen befanden sich auch hunderte Kämpfer der Palästinensischen Befreiungsorganisation (PLO), die 1970 nach den Aktionen des Schwarzen Septembers Jordanien verlassen musste und ihr Hauptquartier nach Beirut verlegte. Der Zuzug erhöhte die Spannungen im Libanon.
Während des Bürgerkrieges waren die Libanesische Partei der Erneuerung ein kleiner aber aktiver Teil der christlichen Allianz, die die PLO  bekämpfte. Die Partei soll an den Massakern von Karantina und Tel al-Zaatar beteiligt gewesen sein. 1977 bildeten die christlichen Kräfte im Libanon die Libanesische Front. Diese politische Koalition vereinigte ihre Kräfte als Forces Libanaises. Der Phalangist Baschir Gemayel übernahm die Kontrolle über diese Streitkräfte. Die Libanesische Partei der Erneuerung war kompromisslos gegen die syrische Militärpräsenz im Libanon.
Nach dem israelischen Libanonkrieg 1982 arbeitete die Partei mit der israelischen Armee zusammen und ihre Miliz trat der Südlibanesischen (SLA) bei. Nach Israels Rückzug aus dem Libanon 2000 floh der Großteil ihrer Führung nach Israel. Die syrisch beeinflusste libanesische Regierung verbot die Gruppe und die Wächter der Zedern beschlossen, entwaffnet als politische Partei weiter zu existieren.

### Ideologische Glaubenssätze
Die Libanesische Partei der Erneuerung war ethnozentristisch und lehnte es ab, den Libanon als arabisches Land anzusehen. Sie versuchte sogar den libanesischen Dialekt als eigene Sprache zu bezeichnen und ein eigenes Alphabet für diese Sprache einzuführen.

## Ende der Miliz
1989 kämpften die Wächter der Zedern mit General Michel Aoun gegen die Syrer. In einer Erklärung zur Besetzung Kuwaits durch den Irak 1990 sagten die WdZ, dass „Arabismus die Lüge des 20. Jahrhunderts“ sei. Sie forderten den Austritt des Libanon aus der Arabischen Liga.
Aoun scheiterte mit seinem Kampf gegen die Syrer und Syrien blieb bis 2005 im Libanon. Der Bürgerkrieg endete Ende 1990. Die Forces Libanaises von Samir Geagea nahmen Etienne Saqr gefangen, da er sich auf die Seite Aoun geschlagen hatte. Saqr floh wenig später nach Israel. Mehrere ehemalige Anführer der WdZ werden von libanesischen Behörden wegen Kriegsverbrechen gesucht.
Zwischen dem Ende des Bürgerkrieges und dem Rückzug der Israelis aus dem Libanon im Jahr 2000 kämpfte die Bewegung politisch gegen den Rückzug der Syrer aus dem Libanon. Heute steht sie in Opposition der Regierung von Baschar al-Assad im syrischen Bürgerkrieg.

## Bewegung des libanesischen Nationalismus
Heute handelt es sich um eine neu organisierte, legale Partei, die den Namenszusatz bezüglich Bewegung des libanesischen Nationalismus angefügt hat (arabisch حركة القومية اللبنانية, DMG Ḥarakat al-Qaumīya al-Lubnānīya).